# 紀元前503年
紀元前503年（きげんぜんごひゃくさんねん）は、西暦（ローマ暦）による年。
当時、古代ローマにおいては、「ラナトゥス とトゥベルトゥスが共和政ローマ執政官に就任した年」として知られていた。紀元前1世紀の共和政ローマ末期以降においてはローマ建国紀元251年とされた。紀年法として西暦（キリスト紀元）がヨーロッパで広く普及した中世時代初期以降、この年は紀元前503年と表記されるのが一般的となった。

## 他の紀年法
- 干支 : 戊戌
- 日本
  - 皇紀158年
  - 懿徳天皇8年
- 中国
  - 周 - 敬王17年
  - 魯 - 定公7年
  - 斉 - 景公45年
  - 晋 - 定公9年
  - 秦 - 哀公34年
  - 楚 - 昭王13年
  - 宋 - 景公14年
  - 衛 - 霊公32年
  - 陳 - 懐公3年
  - 蔡 - 昭侯16年
  - 曹 - 靖公3年
  - 鄭 - 献公11年
  - 燕 - 簡公2年
  - 呉 - 闔閭12年
- 朝鮮
  - 檀紀1831年
- ベトナム :
- 仏滅紀元 : 42年
- ユダヤ暦 : 3258年 - 3259年

## できごと

### 共和政ローマ
- ラティウムの町ポメティア (Pometia) とコラ (Cora) が、共和政ローマに対して反乱を起こす。

### 中国
- 周の儋翩が儀栗に入って反乱を起こした。
- 斉が魯に鄆と陽関を返還した。魯の陽虎はここに拠って政権を握った。
- 単の武公と劉の桓公が尹氏を窮谷で破った。
- 斉と鄭が鹹で会盟し、衛を誘った。衛の霊公は北宮結を斉に派遣して、衛への進軍を求めた。斉軍が衛に侵入すると、衛は瑣で斉と会盟した。
- 反乱により都から逃れていた周の敬王が、晋の支援を受けて反乱を鎮め、都に戻った。

## 誕生
- 子張 - 孔子の弟子のひとり。（没年不明）

## 死去
- プブリウス・ウァレリウス・プブリコラ - 「人民の友」を意味する「ポプリコラ (Poplicola)」を通称（agnomen）とした、王政ローマ打倒の中心となった4人の貴族のひとり。（生年不明）